# Florentino Luís
Florentino Ibrain Morris Luís, noto semplicemente come Florentino Luís (Lisbona, 19 agosto 1999), è un calciatore portoghese, centrocampista del Benfica.

## Biografia
Florentino Luís è nato a Lisbona da genitori angolani.

## Caratteristiche tecniche
È un centrocampista difensivo,  nel recupero della sfera, grazie alle sue ottime letture difensive, e nella gestione del pallone (è bravo soprattutto nel costruire il gioco dal basso), oltre a essere un ottimo muro davanti alla difesa. Tra le sue abilità ci sono i passaggi smarcanti ed un'ottima impostazione in fase di non possesso. Dispone anche di una buona tecnica di base.
È stato paragonato a William Carvalho e a Paul Pogba per via del suo stile di gioco.

## Carriera

### Club
Giovanili e crescita nel Benfica
Inizia la sua carriera calcistica nel 2009 in forza alla squadra giovanile del Real SC per poi passare, a partire dal 2010, nelle giovanili del Benfica. Esordisce in seconda squadra l'11 novembre 2016 nel match vinto 2-1 contro l'Académico de Viseu, all'età di 18 anni.
Promosso in prima squadra insieme ad altri tre compagni del Benfica B, esordisce ufficialmente il 10 febbraio 2019 nella partita giocata contro il CD Nacional e vinta per 10-0, subentrando dalla panchina al minuto 62. Il battesimo europeo avviene quattro giorni dopo nella partita vinta per 2-1 contro il Galatasaray nel turno di andata degli ottavi di finale di UEFA Europa League, partita che segna la prima vittoria ufficiale della squadra in Turchia.
Prestito al Monaco
Il 25 settembre 2020 viene ceduto in prestito al Monaco, dove non trova molto spazio con 9 presenze.
Prestito al Getafe
Il 31 agosto 2021 viene ceduto in prestito al Getafe, dove colleziona 22 presenze.
Rientro al Benfica
Dalla stagione 2022/2023 rientra in pianta stabile tra i titolari del Benfica, contribuendo alla vittoria della Primeira Liga con 33 presenze e 3 assist. Il 9 agosto 2023 subentra a Kokcu, contribuendo alla vittoria contro il Porto per 2-0, vincendo cosi la supercoppa portoghese. Il 14 settembre 2024 segna un goal con un colpo di testa nella vittoria per 4-1 contro il Santa Clara, il 29 settembre si ripete con un colpo di testa nella vittoria per 5-1 contro il Gil Vicente.

### Nazionale
Con le nazionali portoghesi Under-17 e Under-19 partecipa ai campionati europei rispettivamente tenutisi negli anni 2016 e 2018, vincendoli; nel 2021 ha invece giocato e perso la finale degli Europei Under-21.

## Statistiche

### Presenze e reti nei club
Statistiche aggiornate al 18 marzo 2023.
| Stagione         | Squadra          | Campionato       | Campionato | Campionato | Coppe nazionali | Coppe nazionali | Coppe nazionali | Coppe continentali | Coppe continentali | Coppe continentali | Altre coppe | Altre coppe | Altre coppe | Totale | Totale |
| Stagione         | Squadra          | Comp             | Pres       | Reti       | Comp            | Pres            | Reti            | Comp               | Pres               | Reti               | Comp        | Pres        | Reti        | Pres   | Reti   |
| ---------------- | ---------------- | ---------------- | ---------- | ---------- | --------------- | --------------- | --------------- | ------------------ | ------------------ | ------------------ | ----------- | ----------- | ----------- | ------ | ------ |
| 2016-2017        | Benfica B        | PL               | 3          | 0          |                 |                 |                 |                    |                    |                    |             |             |             | 3      | 0      |
| 2017-2018        | Benfica B        | PL               | 27         | 0          |                 |                 |                 |                    |                    |                    |             |             |             | 27     | 0      |
| 2018-2019        | Benfica B        | PL               | 21         | 1          |                 |                 |                 |                    |                    |                    |             |             |             | 21     | 1      |
| Totale Benfica B | Totale Benfica B | Totale Benfica B | 51         | 1          |                 |                 |                 |                    |                    |                    |             |             |             | 51     | 1      |
| 2018-2019        | Benfica          | PL               | 11         | 1          | CP+CdL          | -               | -               | UEL                | 3                  | 0                  |             |             |             | 14     | 1      |
| 2019-2020        | Benfica          | PL               | 10         | 0          | CP+CdL          | 2+2             | 0+0             | UCL+UEL            | 2+1                | 0+0                | SP          | 1           | 0           | 18     | 0      |
| 2020-2021        | Monaco           | L1               | 9          | 0          | CF              | 2               | 0               |                    |                    |                    |             |             |             | 11     | 0      |
| 2021-2022        | Getafe           | PD               | 22         | 0          | CR              | 2               | 0               |                    |                    |                    |             |             |             | 24     | 0      |
| 2022-2023        | Benfica          | PL               | 25         | 0          | CP+CdL          | 4+3             | 0+0             | UCL                | 12                 | 0                  |             |             |             | 44     | 0      |
| Totale Benfica   | Totale Benfica   | Totale Benfica   | 46         | 1          |                 | 11              | 0               |                    | 18                 | 0                  |             | 1           | 0           | 76     | 1      |
| Totale Carriera  | Totale Carriera  | Totale Carriera  | 128        | 2          |                 | 15              | 0               |                    | 18                 | 0                  |             | 1           | 0           | 162    | 2      |

## Palmarès

### Club

#### Competizioni giovanili
- Campeonato Nacional de Juniores : 1

Benfica: 2017-2018

#### Competizioni nazionali
- Campionato portoghese: 2

Benfica: 2018-2019, 2022-2023
- Supercoppa di Portogallo: 3

Benfica: 2019, 2023,2025
- Coppa di Lega portoghese: 1

Benfica: 2024-2025

### Nazionale
- Campionato europeo di calcio Under-17: 1

Azerbaigian 2016
- Campionato europeo di calcio Under-19: 1

Finlandia 2018